# Alice Regazzoli
Alice Regazzoli (Milano, 15 marzo 1999) è una calciatrice italiana, centrocampista della Ternana.

## Carriera

### Club
Dopo aver vestito la maglia nerazzurra della formazione Giovanissime dell'Inter Milano, Alice Regazzoli passa alla squadra che partecipa al Campionato Primavera di categoria.
Grazie alle prestazioni offerte nelle giovanili, il tecnico Antonio Brustia la inserisce in rosa nella formazione titolare facendola debuttare in Serie B il 9 novembre 2014, alla 6ª giornata della stagione 2014-2015, nella partita persa per 0-1 con l'Azzurra San Bartolomeo. Segna la sua prima rete tre giornate dopo, quella del parziale 2-1 nella partita con la quale il 30 novembre 2014 l'Inter pareggia 2-2 con il Tradate Abbiate. Nelle stagioni successive viene impiegata con più regolarità sia da Brustia che dalla coppia Pablo Vergifker e Sebastian De La Fuente che lo rileva dalla stagione 2016-2017.
Nella stagione 2018-19, sotto la guida di Sebastian De La Fuente, contribuisce con 21 presenze e 11 gol al vittorioso campionato di Serie B. Viene convocata da Alessandro Ruocco per la Final Four del Campionato Primavera che vince battendo la Roma in finale.
Fa il suo esordio in serie A il 14 settembre 2019 ma le stagioni 2019-20 e 2020-21 sono caratterizzate da poche presenze, 11 complessivamente, a causa di due gravi infortuni: il 13 ottobre 2019 nel derby col Milan e nel novembre 2020 in Coppa Italia contro la Lazio. Per la stagione 2021-22 è rimasta nell'organico dell'Inter a disposizione dell'allenatrice Rita Guarino.
Per la stagione 2022-23 è passata in prestito alla Sampdoria, continuando a giocare in Serie A.
Tornata all'Inter, viene ceduta nuovamente in prestito, questa volta al Como. Al club lariano trova però poco spazio, sia con Marco Bruzzano che con Stefano Maccoppi che lo rileva come allenatore della squadra dalla 21ª giornata, marcando in campionato solo 5 presenze, tutte iniziate dalla panchina.
Nuovamente in organico all'Inter da fine stagione, il 15 luglio 2024 Regazzoli ottiene consensualmente la rescissione del contratto per poi accasarsi alla Ternana.

### Nazionale
Dopo essere stata convocata per gli stage nelle formazioni Under-15 e Under-16, nel corso del 2014 il responsabile tecnico della nazionale italiana Under-17 Enrico Sbardella decide di inserirla in rosa nella squadra impegnata alla prima fase di qualificazione agli Europei di categoria di Islanda 2015 e dove, inserita nel gruppo 9, incontrerà al Tórsvøllur di Tórshavn le avversarie pari età delle Fær Øer, Grecia e Norvegia. Regazzoli debutta nel torneo il 25 settembre, scendendo in campo dal primo minuto nell'incontro vinto per 4-0 sulle avversarie delle Fær Øer, e gioca anche le altre due partite della fase, entrambe vinte dalle Azzurrine, senza siglare alcuna rete.
Il ct Sbardella la riconvoca anche per le fasi di qualificazione all'edizione 2016, dove nel corso del torneo segna per la prima volta con la maglia della Azzurrine il 15 marzo 2016, allo Stadio Bruno Benelli di Ravenna, nel primo incontro della fase élite siglando al 43' la rete del parziale 4-0 sulla Grecia, partita poi terminata 4-1. Condivide con le compagne tutta la scalata alla fase finale di Bielorussia 2016 fino all'eliminazione dell'Italia nella fase a gironi. Nei soli incontri ufficiali UEFA, con la U-17 Regazzoli colleziona 14 presenze e 2 reti siglate.
Passata alla formazione Under-19, ancora sotto la guida tecnica di Sbardella, viene impiegata dalla prima fase di qualificazione all'Europeo di categoria di Irlanda del Nord 2017, facendo il suo esordio nel torneo il 18 ottobre 2016 al Boris Trajkovski di Skopje, nell'incontro dove le Azzurrine superano il Galles per 6-0. Gioca anche le altre due, 4-0 sulla Macedonia e 2-0 sull'Irlanda, che attesta il passaggio del turno.
In seguito viene inserita nella rosa delle 18 atlete che l'11 gennaio 2017 a Elbasan incontrano in amichevole la nazionale maggiore dell'Albania. Regazzoli viene nuovamente convocata con le altre 20 ragazze che partecipano all'edizione 2017 del Torneo di La Manga, torneo ad invito dove all'inizio di marzo incontreranno le pari età di Scozia, Danimarca e Inghilterra. Durante il torneo le Azzurrine superano le prime per 2-1, pareggiando 0-0 con le seconde e venendo superate per 4-0 dalle ultime.
Soddisfatto delle sue prestazioni Sbardella la convoca anche per la fase élite di qualificazione a Irlanda del Nord 2017. Regazzoli scende in campo in tutti tre gli incontri giocati a Sarpsborg dal 5 al 10 aprile. Pur perdendo 2-0 la seconda partita con la Svezia, grazie alla partita iniziale, 3-0 sulla Serbia, e al 2-1 con cui superano la Norvegia padrona di casa, Regazzoli e compagne festeggiano la qualificazione alla fase finale che mancava all'Italia dall'Europeo casalingo del 2011.

## Statistiche

### Presenze e reti nei club
Statistiche aggiornate al 18 maggio 2025.
| Stagione            | Squadra             | Campionato          | Campionato | Campionato | Coppe nazionali | Coppe nazionali | Coppe nazionali | Coppe continentali | Coppe continentali | Coppe continentali | Altre coppe | Altre coppe | Altre coppe | Totale | Totale |
| Stagione            | Squadra             | Comp                | Pres       | Reti       | Comp            | Pres            | Reti            | Comp               | Pres               | Reti               | Comp        | Pres        | Reti        | Pres   | Reti   |
| ------------------- | ------------------- | ------------------- | ---------- | ---------- | --------------- | --------------- | --------------- | ------------------ | ------------------ | ------------------ | ----------- | ----------- | ----------- | ------ | ------ |
| 2014-2015           | Inter Milano        | B                   | 7          | 2          | CI              | ?               | 0               | -                  | -                  | -                  | -           | -           | -           | 7+     | 2+     |
| 2015-2016           | Inter Milano        | B                   | 15         | 4          | CI              | ?               | 1               | -                  | -                  | -                  | -           | -           | -           | 15+    | 5      |
| 2016-2017           | Inter Milano        | B                   | ?          | ?          | CI              | ?               | 0               | -                  | -                  | -                  | -           | -           | -           | ?      | ?      |
| 2017-2018           | Inter Milano        | B                   | ?          | ?          | CI              | ?               | 1               | -                  | -                  | -                  | -           | -           | -           | ?      | ?      |
| Totale Inter Milano | Totale Inter Milano | Totale Inter Milano | 70         | 30         | -               | ?               | 2+              | -                  | -                  | -                  | -           | -           | -           | 70+    | 32+    |
| 2018-2019           | Inter               | B                   | 21         | 11         | CI              | 3               | 3               | -                  | -                  | -                  | -           | -           | -           | 24     | 14     |
| 2019-2020           | Inter               | A                   | 3          | 0          | CI              | 0               | 0               | -                  | -                  | -                  | -           | -           | -           | 3      | 0      |
| 2020-2021           | Inter               | A                   | 7          | 0          | CI              | 1               | 0               | -                  | -                  | -                  | -           | -           | -           | 8      | 0      |
| 2021-2022           | Inter               | A                   | 13         | 0          | CI              | 2               | 0               | -                  | -                  | -                  | -           | -           | -           | 15     | 0      |
| Totale Inter        | Totale Inter        | Totale Inter        | 44         | 11         | -               | 6               | 3               | -                  | -                  | -                  | -           | -           | -           | 50     | 14     |
| 2022-2023           | Sampdoria           | A                   | 21         | 0          | CI              | 2               | 1               | -                  | -                  | -                  | -           | -           | -           | 23     | 1      |
| 2023-2024           | Como                | A                   | 5          | 0          | CI              | -               | -               | -                  | -                  | -                  | -           | -           | -           | 5      | 0      |
| 2024-2025           | Ternana             | B                   | 27         | 4          | CI              | 1               | 1               | -                  | -                  | -                  | -           | -           | -           | 28     | 5      |
| Totale carriera     | Totale carriera     | Totale carriera     | 167        | 45         | -               | 9+              | 7+              | -                  | -                  | -                  | -           | -           | -           | 176+   | 52+    |

## Palmarès

### Club
- Campionato italiano di Serie B: 2

Inter: 2018-2019
Ternana: 2024-2025

### Competizioni giovanili
- Campionato Primavera: 1

Inter: 2018-2019